# Xã Prophets, Quận Sheridan, Bắc Dakota
Xã Prophets (tiếng Anh: Prophets Township) là một xã thuộc quận Sheridan, tiểu bang Bắc Dakota, Hoa Kỳ. Năm 2010, dân số của xã này là 23 người.